# Equitazione ai Giochi della XIV Olimpiade - Salto ostacoli a squadre
La competizione del salto ostacoli a squadre di equitazione dai Giochi della XIV Olimpiade si è svolta il giorno 14 agosto allo stadio di Wembley a Londra
La classifica finale era determinata sommando le penalità dei tre cavalieri di ogni nazione della prova individuale.

## Classifica finale
| Pos.             | Nazione       | Binomio                            | Binomio        | Risultato Individuale | Risultato Totale |
| Pos.             | Nazione       | Cavaliere                          | Cavallo        | Risultato Individuale | Risultato Totale |
| ---------------- | ------------- | ---------------------------------- | -------------- | --------------------- | ---------------- |
| Oro              | Messico       | Humberto Mariles                   | Arete          | 6,25                  | 34,25            |
| Oro              | Messico       | Rubén Uriza                        | Harvey         | 8,00                  | 34,25            |
| Oro              | Messico       | Alberto Valdés Sr.                 | Chihuahua      | 20,00                 | 34,25            |
| Argento          | Spagna        | Jaime García                       | Bizarro        | 12,00                 | 56,50            |
| Argento          | Spagna        | José Navarro                       | Quorum         | 20,00                 | 56,50            |
| Argento          | Spagna        | Marcelino Gavilán                  | Forajido       | 24,50                 | 56,50            |
| Bronzo           | Gran Bretagna | Harry Llewellyn                    | Foxhunter      | 16,00                 | 67,00            |
| Bronzo           | Gran Bretagna | Harry Nicoll                       | Kilgeddin      | 16,00                 | 67,00            |
| Bronzo           | Gran Bretagna | Arthur Carr                        | Monty          | 35,00                 | 67,00            |
| Non Classificate |               |                                    |                |                       |                  |
| -                | Argentina     | Rafael Campos                      | Santa Fe       | 24,00                 | -                |
| -                | Argentina     | Néstor Alvarado                    | Mineral        | Elim.                 | -                |
| -                | Argentina     | Pascual Pistarini                  | Canguro        | Elim.                 | -                |
| -                | Brasile       | Francisco Pontes                   | Itaguai        | 20,00                 | -                |
| -                | Brasile       | Eloy de Menezes                    | Sabu           | Elim.                 | -                |
| -                | Brasile       | Ruben Ribeiro                      | Bon Soir       | Elim.                 | -                |
| -                | Danimarca     | Otto Mønsted Acthon                | Please         | Elim.                 | -                |
| -                | Danimarca     | Jeppe Johannes Ladegaard-Mikkelsen | Atom           | Elim.                 | -                |
| -                | Danimarca     | Torben Tryde                       | Attila         | Elim.                 | -                |
| -                | Francia       | Jean De Thonel d'Orgeix            | Sucre de Pomme | 8,00                  | -                |
| -                | Francia       | Max Fresson                        | Decametre      | 16,00                 | -                |
| -                | Francia       | Pierre de Maupeou d'Ableiges       | Nankin         | Elim.                 | -                |
| -                | Irlanda       | Daniel Corry                       | Tramore Bay    | 21,25                 | -                |
| -                | Irlanda       | Frederick Ahern                    | Aherlow        | 25,50                 | -                |
| -                | Irlanda       | Jack Lewis                         | Lough Neagh    | Elim.                 | -                |
| -                | Italia        | Alessandro Bettoni Cazzago         | Uranio II      | Elim.                 | -                |
| -                | Italia        | Gerardo Conforti                   | Furore         | Elim.                 | -                |
| -                | Italia        | Piero D'Inzeo                      | Briacone       | Elim.                 | -                |
| -                | Paesi Bassi   | Joachim Gruppelaar                 | Random Harvest | 36,00                 | -                |
| -                | Paesi Bassi   | Jan de Bruine                      | Romanichel     | Elim.                 | -                |
| -                | Paesi Bassi   | Jacob Rijks                        | Master         | Elim.                 | -                |
| -                | Portogallo    | Henrique Callado                   | Xerez          | 26,00                 | -                |
| -                | Portogallo    | João Barrento                      | Alcoa          | 42,50                 | -                |
| -                | Portogallo    | Hélder Martins                     | Optus          | Elim.                 | -                |
| -                | Svezia        | Eric Sörensen                      | Blatunga       | 12,00                 | -                |
| -                | Svezia        | Greger Lewenhaupt                  | Orkan          | 20,75                 | -                |
| -                | Svezia        | Karl-Åke Hultberg                  | Ismed          | Elim.                 | -                |
| -                | Turchia       | Selim Çakir                        | Gitchluv       | Elim.                 | -                |
| -                | Turchia       | Kudret Kasar                       | Siyok          | Elim.                 | -                |
| -                | Turchia       | Eyüp Öncü                          | Yildiz         | Elim.                 | -                |
| -                | Stati Uniti   | Franklin Wing                      | Democrat       | 8,00                  | -                |
| -                | Stati Uniti   | John Russell                       | Air Mail       | 38,25                 | -                |
| -                | Stati Uniti   | Andrew Frierson                    | Rascal         | Elim.                 | -                |